# Pholcus zham
Pholcus zham is een spinnensoort uit de familie trilspinnen (Pholcidae). De soort komt voor in China. 